# На море и на суше
На море и на суше (англ. Afloat and Ashore) — морской роман Джеймса Фенимора Купера, впервые опубликованный в 1844 году. Его действие разворачивается в 1796—1804 годах и описывает морское путешествие Майлза Уоллингфорда-младшего, сына богатых нью-йоркских землевладельцев, который решил отправиться в море после смерти своих родителей. Продолжением «На море и на суше» стал роман «Майлз Уоллингфорд».

## Темы
Тематически роман фокусируется на сложных отношениях между Майлзом и беглым рабом по имени Неб, который укрывается на борту корабля. Они становятся близкими союзниками на борту корабля, но Майлз становится старшиной на борту, а Неб ограничивается ролью обычного моряка.

## Жанр и сеттинг
Сьюзан Фенимур Купер отмечает, что в романе Купера «правдиво зарисована и оттенена своеобразной окраской того периода» морская жизнь, в основе которой лежат обширные наблюдения за моряками, жившими в тот период, в котором она была составлена. Jна отмечает контраст между более ранними морскими романами Купера, такими как «Лоцман, или Морская история», в котором внимание уделяется конкретному кораблю и его экипажу, отмечая разнообразие изображённых кораблей и обществ. Томас Филбрик отмечает важность исторического контекста в романе. Он описывает роман с точки зрения исторического реализма, во многом благодаря работы Купера «История флота», по сравнению с более ранними морскими романами, такими как «Лоцман», «Красный корсар» и «Морская волшебница», в которых история и морское дело изображается более романтично и метафорически. Филбрик описывает «На море и на суше» как возвращениt Купера к американскому контексту, в то время как большинство его более ранних морских романов были основаны на европейских морских традициях.
Продолжением «На море и на суше» стал роман «Майлз Уоллингфорд» (1844).